# Großer Preis von Italien 1935

Das Autodromo di Milano in seiner befahrenen Version

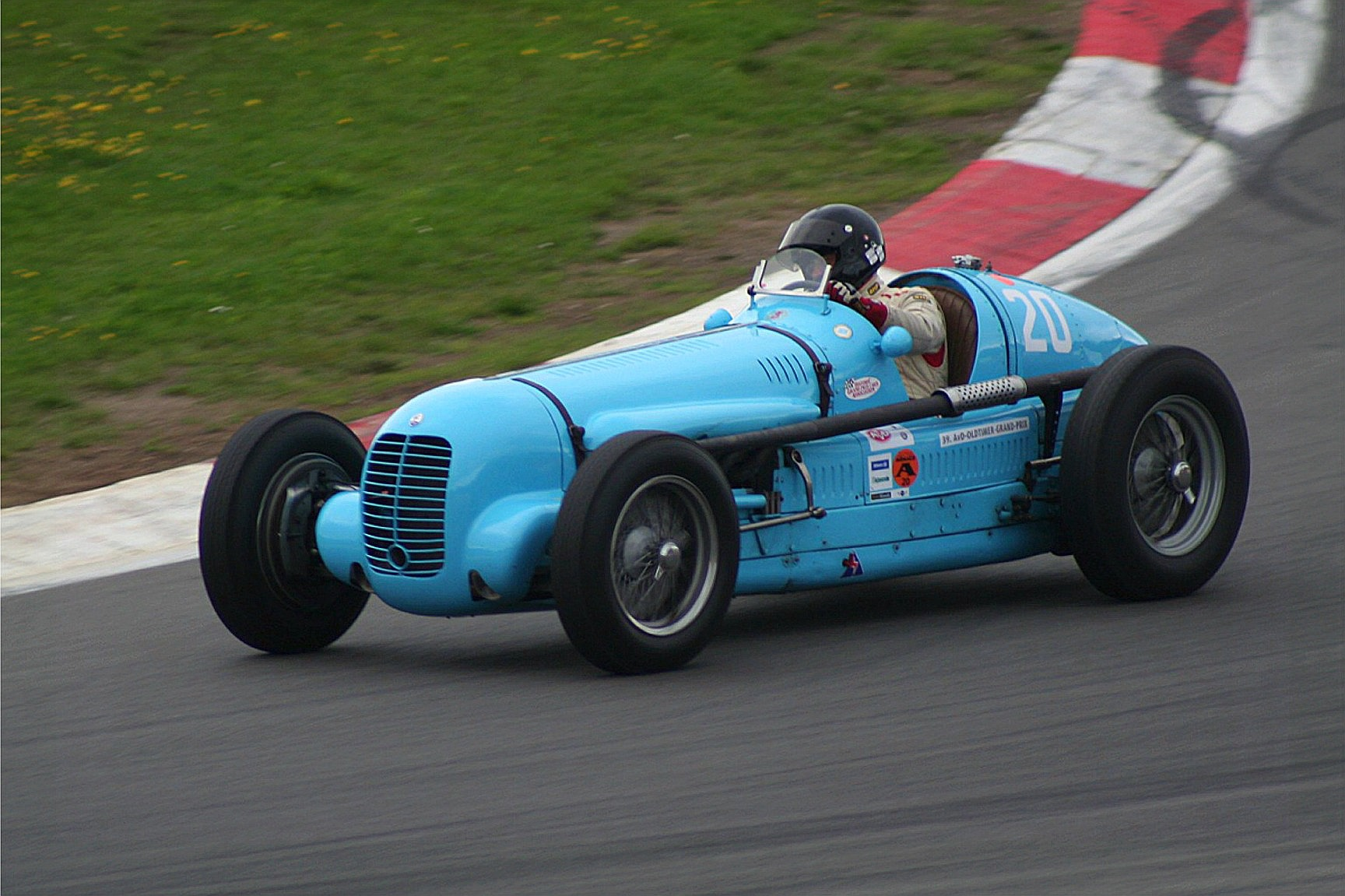
Maserati V8-RI

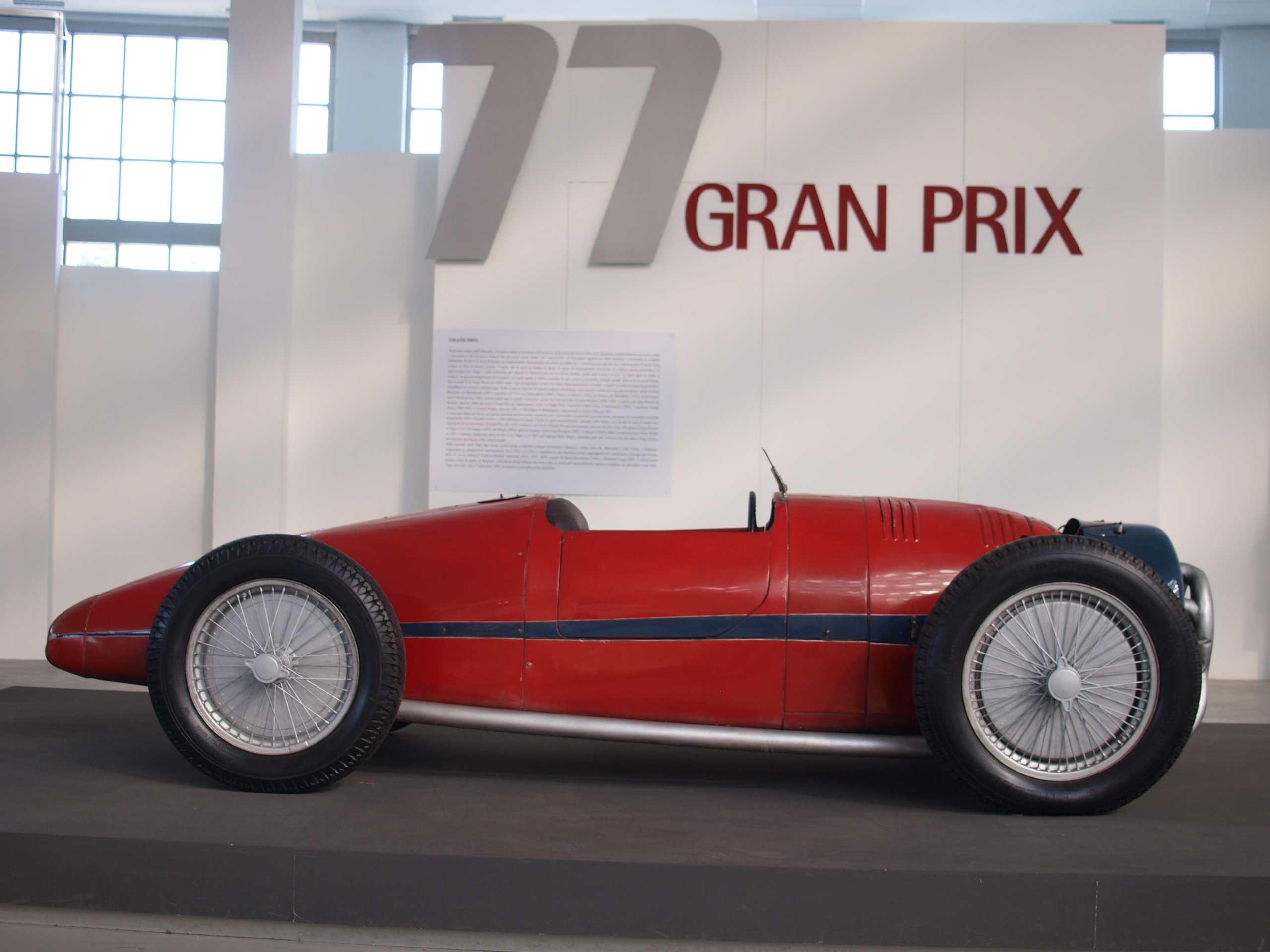
Der nur im Training gefahrene Monaco-Trossi mit luftgekühltem Zweitakt-16-Zylinder-Sternmotor

Der XII. Große Preis von Italien fand am 8. September 1935 auf dem Autodromo di Milano in Monza statt. Als Grande Épreuve zählte er zur Grand-Prix-Europameisterschaft 1935 und wurde nach den Bestimmungen der Internationalen Grand-Prix-Formel (Rennwagen bis maximal 750 kg Leergewicht; 85 cm Mindestbreite; Renndistanz mindestens 500 km) über 73 Runden à 6,890 km ausgetragen, was einer Gesamtdistanz von 502,97 km entsprach.
Sieger wurde Hans Stuck auf Auto Union Typ B, der damit den ersten Saisonerfolg seines Teams erringen konnte.

## Rennen
Der Große Preis von Italien war seit Anbeginn stets einer der Saisonhöhepunkte und obwohl 1935 nur Werksmannschaften zugelassen wurden, waren dennoch 18 Meldungen eingegangen. Nachdem Alfa Romeo trotz des Erfolgs beim Großen Preis von Deutschland gegenüber den deutschen Silberpfeilen in der Regel im Hintertreffen war, stand die Scuderia Ferrari, als offizielles Werksteam des Mailänder Unternehmens, vor heimischer Kulisse unter Erfolgsdruck. Erstmals in der Saison wurde hier das neue Grand-Prix-Modell Tipo C (später auch als Alfa Romeo 8C-35 bekannt) präsentiert. Obwohl eigentlich für die Aufnahme eines neuen V12-Motors vorgesehen, konnte in das jetzt rundum mit Einzelradaufhängung ausgestattete Chassis aus Gewichtsgründen zunächst nur der bekannte Reihenachtzylinder eingebaut werden, der in seiner letzten Entwicklungsstufe bei 3,8 Liter Hubraum ca. 350 PS leistete. Als Fahrer des neuen Modells waren die beiden Mannschaftsführer Tazio Nuvolari und Louis Chiron vorgesehen, während einer der altbewährten Alfa Romeo Tipo B für Chef-Testpilot Attilio Marinoni eingesetzt wurde. Während des Trainings stellte sich jedoch heraus, dass Chiron durch seine beim vorangegangenen Großen Preis der Schweiz erlittenen Verletzungen noch sehr beeinträchtigt war, so dass sein Auto von René Dreyfus als Ersatzfahrer des Teams übernommen wurde.
Auch das zweite italienische Team von Maserati konnte das Debüt des bereits mehrfach angekündigten neuen Grand-Prix-Typs Maserati V8-RI hier nicht mehr länger hinauszögern, obwohl das Modell bei weitem noch nicht ausgereift war und die Möglichkeiten des relativ kleinen Werks deutlich überforderte. Ähnlich wie bei Alfa Romeo hatte auch hier mit der Scuderia Subalpina ein nominell unabhängiger Rennstall den Einsatz der beiden Wagen übernommen, die von dem jungen, talentierten Italiener Giuseppe Farina und dem erfahrenen Franzosen Philippe Étancelin gesteuert wurden. Außerdem traten mit Goffredo Zehender und Pietro Ghersi zwei weitere Fahrer mit älteren Wagen vom Typ Maserati 6C-34 an, die zu dieser Zeit bereits veraltet waren.
Hauptgegner der Italiener waren die deutschen Teams, allen voran Mercedes-Benz, das bereits vier der bislang fünf offiziellen Grands Prix der Saison gewonnen hatte. Dementsprechend hatten die beiden teaminternen Rivalen Rudolf Caracciola und Luigi Fagioli schon einen deutlichen Vorsprung in der Europameisterschaftswertung herausgefahren, während Manfred von Brauchitsch als sprichwörtlicher Pechvogel nicht ganz an die Ergebnisse seiner zwei Mannschaftsführer herangekommen war. Ein viertes Auto bekam Hermann Lang als sogenannter Juniorfahrer des Teams.
Auch bei der Auto Union zeichnete sich nach dem schwierigen Saisonbeginn seit dem Rennen auf dem Nürburgring ein deutlicher Aufwärtstrend für die Wagen mit dem Mittelmotor ab. Fahrer waren das bewährte Trio Hans Stuck, Achille Varzi und Bernd Rosemeyer, dazu Reservefahrer Paul Pietsch mit einem vierten Auto des Teams. Nach längerer Abstinenz war außerdem Bugatti wieder mit zwei Rennwagen für Piero Taruffi und Jean-Pierre Wimille dabei, der Bugatti Type 59 war allerdings schon lange nicht mehr konkurrenzfähig.
Schließlich tauchte mit dem Monaco-Trossi im Training noch ein extrem ungewöhnliches Fahrzeug auf. Mit seinem ganz vorn im Wagenbug eingebauten luftgekühlten 16-Zylinder-Doppelsternmotor von 4 Litern Hubraum ähnelte das Auto zur damaligen Zeit einem Flugzeug ohne Flügel, wie auch die Gitterrohr-Bauweise des Chassis vom Flugzeugbau inspiriert worden war. Finanziert wurde das Projekt von Carlo Felice Trossi, der das frontgetriebene Auto zusammen mit Giulio Aymini im Training bewegte. Dabei traten jedoch schnell die Unzulänglichkeiten der Konstruktion in Form von extremem Untersteuern, zu geringer Motorleistung und verschiedenen anderen technischen Problemen und Kinderkrankheiten zutage, so dass es umgehend vom Rennen wieder zurückgezogen wurde.
Nachdem die Streckenführung von 1934 als nicht wirklich Grand-Prix-würdig eingeschätzt worden war, wurde für 1935 die schon 1930 verwendete, nach Rennleiter Vincenzo Florio benannte Streckenvariante in Form einer Kombination aus Straßenkurs mit Teilen des Hochgeschwindigkeitsovals gewählt. Insgesamt fünf Schikanen sollten allzu große Geschwindigkeiten verhindern, was vor allem für die Bremsen eine erhebliche Belastung bedeutete. Die Startaufstellung wurde wie im Vorjahr weiterhin ausgelost.
Farina hatte allerdings keine allzu lange Freude an seiner besten Startposition, weil am neuen Maserati wenige Minuten vor dem Start noch ein Kolbendefekt auftrat. Dagegen konnte Caracciola mit seinem Mercedes wie erwartet direkt beim Start die Führung übernehmen, gefolgt von den beiden Auto-Union-Fahrern Stuck und Varzi mit Caracciolas Teamkollegen Fagioli unmittelbar dahinter. Bei der Auto Union hatte man sich eine besondere Rennstrategie zurechtgelegt, in der Varzi den „Hasen“ spielen und von Anfang an ein hohes Tempo vorlegen sollte, um die Gegner auf diese Weise unter Druck zu setzen. Stuck sollte sich dagegen zunächst zurückhalten, um von möglichen Problemen der Gegner zu profitieren. Er stellte jedoch schnell fest, dass die Mercedes-Silberpfeile das Tempo gar nicht mitgehen konnten, und so lagen die beiden Auto Union ab der dritten Runde gemeinsam in Front.
Die Doppelführung hielt allerdings nicht allzu lange an, denn zum Ende der 14. Runde musste Varzi sein Auto mit einem Motorschaden abstellen. Der Materialbeanspruchung fielen nun immer mehr weitere Teilnehmer zum Opfer, kurz nach Varzi traf es bei Auto Union ebenso Rosemeyer und wenig später war auch Fagioli wegen zunehmender Bremsprobleme an seinem Mercedes aus dem Rennen. Étancelins Fahrt mit dem einzigen verbliebenen neuen Maserati endete an einem Baum, nachdem das Gaspedal hängen geblieben war, der Fahrer trug jedoch glücklicherweise nur relativ leichte Verletzungen davon.
In der Zwischenzeit konnte sich Stuck langsam von Caracciola absetzen, der seinerseits nun zunehmend von Nuvolari im neuen Alfa Romeo unter Druck gesetzt wurde. Zwar wurde der Italiener durch einen Fahrfehler zwischendurch nochmals einige Sekunden zurückgeworfen, doch dann schlug bei Mercedes der planmäßige Tank- und Reifenstopp komplett fehl, in dessen Rahmen Caracciola das Steuer an den an den Boxen wartenden Lokalmatador Fagioli übergab. Da kurz darauf auch Stuck zum Wechsel kam, lag Nuvolari bis zu seinem eigenen Stopp sogar kurzzeitig in Führung und konnte das Rennen anschließend mit einer Minute Rückstand auf Rang zwei fortsetzen.
Doch auch die neue Reihenfolge hatte nicht allzu lange Bestand, denn während Stuck an der Spitze offenbar völlig unbeeindruckt fuhr, ging dahinter das Ausscheidungsrennen weiter. Nacheinander traf es zunächst die beiden Mercedes-Fahrer von Brauchitsch in der 41. und Fagioli in der 45. Runde – Letzteren zum zweiten Mal in diesem Rennen – die mit defekten Bremsen aufgeben mussten, und als einige Zeit später auch Langs Auto mit Motorschaden liegen blieb, war Mercedes-Benz am Ende sogar ganz aus dem Rennen. Nur zwei Runden nach Fagioli stand schließlich Nuvolari ebenfalls mit qualmendem Motor an der Box, so dass Dreyfus mit dem zweiten der neuen Alfa Romeo von ihm die Position im Rennen übernahm, wenn auch mit noch einmal deutlich größerem Rückstand auf den Führenden. Als der Dreyfus zum Tankstopp hereinkam, musste er das Auto an seinen Teamkapitän und Lokalhelden Nuvolari abtreten, der noch einmal alles versuchte, um Stuck und der Auto Union den Sieg noch zu entreißen. Doch schließlich waren auch für den Alfa Romeo die Belastungen zu hoch und Nuvolari musste sich mit nachlassenden Bremsen und einem nur noch auf sieben Zylindern laufenden Motor mit dem zweiten Platz begnügen. Dritter wurde mit mehreren Umläufen Rückstand Rosemeyer, der Pietschs Auto übernommen und die letzten Runden hindurch ganz ohne Bremsen um den Kurs gebracht hatte.

## Ergebnisse

### Meldeliste
| Team                       | Nr. | Fahrer                  | Info  | Chassis              | Motor                                   | Reifen |
| -------------------------- | --- | ----------------------- | ----- | -------------------- | --------------------------------------- | ------ |
| Scuderia Subalpina         | 02  | Giuseppe Farina         | DNS a | Maserati V8-RI       | Maserati 4.8L V8 Kompressor             | P      |
| Scuderia Subalpina         | 14  | Philippe Étancelin      |       | Maserati V8-RI       | Maserati 4.8L V8 Kompressor             | P      |
| Scuderia Subalpina         | 24  | Goffredo Zehender       |       | Maserati 6C-34       | Maserati 3.7L V6 Kompressor             | P      |
| Scuderia Subalpina         | 32  | Pietro Ghersi           |       | Maserati 6C-34       | Maserati 3.7L V6 Kompressor             | P      |
| Scuderia Subalpina         | 32  | Eugenio Siena           | DNS b | Maserati 6C-34       | Maserati 3.7L V6 Kompressor             | P      |
| Automobiles Ettore Bugatti | 04  | Piero Taruffi           |       | Bugatti T59          | Bugatti 3.3L I8 Kompressor              | M      |
| Automobiles Ettore Bugatti | 16  | Jean-Pierre Wimille     |       | Bugatti T59          | Bugatti 3.3L I8 Kompressor              | M      |
| Automobiles Ettore Bugatti |     | Robert Benoist          | RES   |                      |                                         | M      |
| Daimler-Benz AG            | 06  | Rudolf Caracciola c     |       | Mercedes-Benz W 25B  | Mercedes-Benz M 25 B 4.0L I8 Kompressor | C      |
| Daimler-Benz AG            | 18  | Luigi Fagioli           |       | Mercedes-Benz W 25B  | Mercedes-Benz M 25 B 4.0L I8 Kompressor | C      |
| Daimler-Benz AG            | 26  | Manfred von Brauchitsch |       | Mercedes-Benz W 25B  | Mercedes-Benz M 25 B 4.0L I8 Kompressor | C      |
| Daimler-Benz AG            | 34  | Hermann Lang            |       | Mercedes-Benz W 25   | Mercedes-Benz M 25 3.4L I8 Kompressor   | C      |
| Count Carlo Felice Trossi  | 08  | Carlo Felice Trossi d   | DNS e | Monaco-Trossi        | Monaco-Trossi 4.0L S16 Kompressor       | M      |
| Scuderia Ferrari           | 10  | Tazio Nuvolari          |       | Alfa Romeo 8C-35     | Alfa Romeo 3.8L I8 Kompressor           | E      |
| Scuderia Ferrari           | 20  | René Dreyfus f          |       | Alfa Romeo 8C-35     | Alfa Romeo 3.8L I8 Kompressor           | E      |
| Scuderia Ferrari           | 20  | Louis Chiron            | DNS g | Alfa Romeo 8C-35     | Alfa Romeo 3.8L I8 Kompressor           | E      |
| Scuderia Ferrari           | 28  | Attilio Marinoni        |       | Alfa Romeo Tipo B/P3 | Alfa Romeo 3.2L I8 Kompressor           | E      |
| Scuderia Ferrari           |     | Gianfranco Comotti      | RES   |                      |                                         | E      |
| Auto Union AG              | 12  | Hans Stuck              |       | Auto Union B         | Auto Union 5.6L V16 Kompressor          | C      |
| Auto Union AG              | 22  | Achille Varzi           |       | Auto Union B         | Auto Union 5.6L V16 Kompressor          | C      |
| Auto Union AG              | 30  | Bernd Rosemeyer         |       | Auto Union B         | Auto Union 5.6L V16 Kompressor          | C      |
| Auto Union AG              | 36  | Paul Pietsch h          |       | Auto Union B         | Auto Union 5.6L V16 Kompressor          | C      |

### Startaufstellung
Die Startpositionen wurden nicht anhand der Trainingszeiten vergeben, sondern ausgelost.
| (Farina) a |           | Taruffi         |        | Caracciola |
|            |           |                 |        |            |
|            | Nuvolari  |                 | Stuck  |            |
|            |           |                 |        |            |
| Étancelin  |           | Wimille         |        | Fagioli    |
|            |           |                 |        |            |
|            | Dreyfus   |                 | Varzi  |            |
|            |           |                 |        |            |
| Zehender   |           | von Brauchitsch |        | Marinoni   |
|            |           |                 |        |            |
|            | Rosemeyer |                 | Ghersi |            |
|            |           |                 |        |            |
| Lang       |           |                 |        | Pietsch    |

### Rennergebnis
| Pos. | Fahrer                          | Konstrukteur  | Runden | Stopps | Zeit         | Start | Schnellste Runde | Ausfallgrund                      | EM-Punkte |
| ---- | ------------------------------- | ------------- | ------ | ------ | ------------ | ----- | ---------------- | --------------------------------- | --------- |
| 01   | Hans Stuck                      | Auto Union    | 73     |        | 3:40:09,0 h  | 5     | 2:50,8 min       |                                   | 1         |
| 02   | René Dreyfus Tazio Nuvolari     | Alfa Romeo    | 73     |        | + 1:41,0 min | 9     | 2:53,0 min       |                                   | 2         |
| 03   | Paul Pietsch Bernd Rosemeyer    | Auto Union    | 70     |        | + 3 Runden   | 17    | 2:54,2 min       |                                   | 3 / –     |
| 04   | Attilio Marinoni                | Alfa Romeo    | 68     |        | + 5 Runden   | 13    | 3:07,0 min       |                                   | 4         |
| 05   | Piero Taruffi                   | Bugatti       | 59     |        | + 14 Runden  | 2     | 3:05,2 min       |                                   | 4         |
| —    | Hermann Lang                    | Mercedes-Benz | 55     |        | DNF          | 16    | 2:54,2 min       | Leck im Öltank                    | 4         |
| —    | Tazio Nuvolari                  | Alfa Romeo    | 45     |        | DNF          | 4     | 2:49,8 min       | Ventilschaden                     | 5         |
| —    | Manfred von Brauchitsch         | Mercedes-Benz | 42     |        | DNF          | 12    | 2:52,0 min       | Unfall nach Bremsdefekt           | 5         |
| —    | Rudolf Caracciola Luigi Fagioli | Mercedes-Benz | 42     |        | DNF          | 3     | 2:53,2 min       | Kraftübertragung nach Bremsdefekt | 5 / –     |
| —    | Jean-Pierre Wimille             | Bugatti       | 27     |        | DNF          | 7     | 2:59,2 min       | Motorbrand nach Fehlzündungen     | 6         |
| —    | Bernd Rosemeyer                 | Mercedes-Benz | 19     |        | DNF          | 14    | 2:54,2 min       | Kraftübertragung nach Bremsdefekt | 6         |
| —    | Goffredo Zehender               | Maserati      | 15     |        | DNF          | 11    | 3:19,0 min       | Bremsdefekt                       | 7         |
| —    | Philippe Étancelin              | Maserati      | 14     |        | DNF          | 6     | 3:02,6 min       | Unfall                            | 7         |
| —    | Achille Varzi                   | Auto Union    | 14     |        | DNF          | 10    | 2:53,6 min       | Motorbrand nach Ventilschaden     | 7         |
| —    | Luigi Fagioli                   | Mercedes-Benz | 11     |        | DNF          | 8     | 2:53,8 min       | Bremsdefekt                       | 7         |
| —    | Pietro Ghersi                   | Maserati      | 4      |        | DNF          | 15    | 3:40,2 min       | defekte Ölpumpe                   | 7         |
| —    | Giuseppe Farina                 | Maserati      |        |        | DNS          | 1     |                  | Motorschaden vor Rennstart        | 8         |